# Supreme Ruler 2020
Supreme Ruler 2020 – strategiczna gra czasu rzeczywistego z serii Supreme Ruler wyprodukowana przez Battlegoat Studios i wydana przez Paradox Interactive i CyberFront w 2008 roku na PC.

## Rozrywka
Supreme Ruler 2020 jest strategiczną grą czasu rzeczywistego. Gracz przejmuje kontrolę nad wybranym krajem. W grze wykorzystano zdjęcia satelitarne udostępnione przez NASA. Przeciwnicy zostali wyposażeni w zaawansowaną sztuczną inteligencję.
W grze zawarto tryb gry wieloosobowej przez Internet, sieć lokalną lub LAN, w którym może uczestniczyć 16. graczy.